# Markermeer & IJmeer
Markermeer & IJmeer este o arie protejată (arie specială de conservare — SAC, sit de importanță comunitară — SCI) din Țările de Jos întinsă pe o suprafață de 1.109 ha, integral pe uscat.

## Localizare
Centrul sitului Markermeer & IJmeer este situat la coordonatele 52°26′54″N 5°04′17″E / 52.4483°N 5.0713°E.

## Înființare
Situl Markermeer & IJmeer a fost declarat sit de importanță comunitară în august 2002 pentru a proteja 3 specii de animale. Situl a fost protejat și ca arie specială de conservare în februarie 2010.

## Biodiversitate
Situată în ecoregiunea atlantică, aria protejată conține 2 habitate naturale: Ape puternic oligomezotrofe cu vegetație bentonică cu Chara spp., Lacuri eutrofice naturale cu vegetație de tip Magnopotamion sau Hydrocharition.
La baza desemnării sitului se află mai multe specii protejate:
- mamifere (1): liliac de iaz (Myotis dasycneme)
- pești (2): zvârluga (Cobitis taenia), zglăvoacă (Cottus gobio)